# 呼伦贝尔苏木
呼伦贝尔苏木是蒙古国东部东方省的一个苏木。2009年人口1776人，牲畜8.91万头，面积3773平方公里。當地為大陸性氣候，一月平均气温零下18度，七月20度。年降雨量为200-250毫米。